# رجاء البدر
المصممة رجاء البدر (مواليد 1940)، مصممة أزياء كويتية ولها عدد كبير من الأعمال في مجال تصميم الأزياء، كما أنها قد شاركت في العديد من الأعمال الفنية في السينما والتليفزيون كمصممة أزياء  ، وهي شقيقة وتوأم كاتبة الدراما والمنتجة الاعلامية الكويتية عواطف البدر. 

## حياتها

بوست مسرحية الحكومة أبخص والتي كانت الازياء من تصميم رجاء البدر

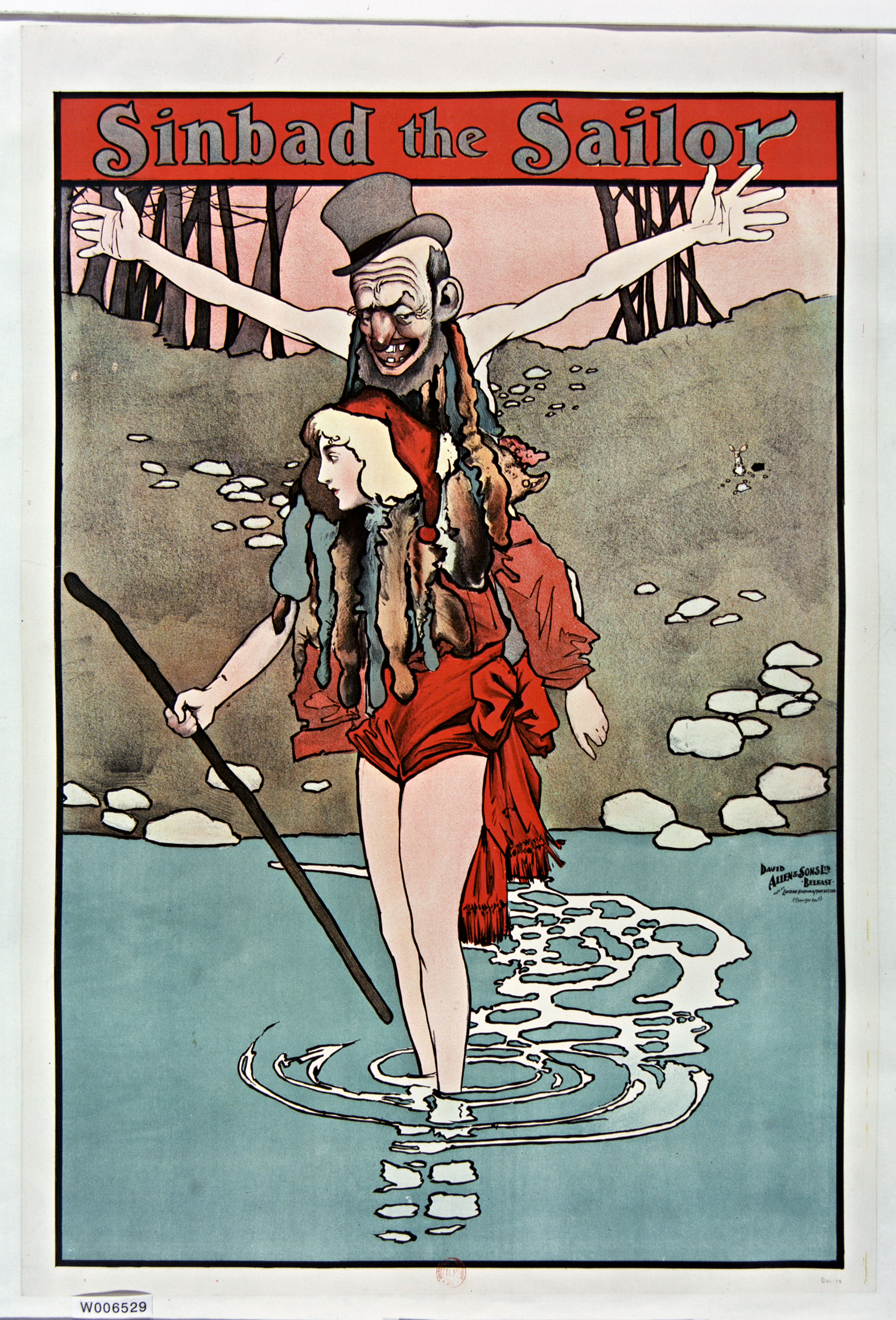
بوست مسرحية السندباد البحري والتي كانت الازياء من تصميم رجاء البدر

بوست مسلسل أسد الجزيرة والتي كانت الازياء من تصميم رجاء البدر

ولدت مصممة الازياء الكويتية رجاء احمد عبدالرحمن البدر القناعي عام 1940 في مدينة البصرة في العراق وذلك بحكم عمل وتجارة والدها آنذاك في المملكة العراقية، وقد انهت دراستها الثانوية ومن ثم حصلت علي الشهادة الجامعية في الأدب الانجليزي من جامعة لندن ، وهي رائدة تصميم الازياء التراثية واستخدامات رموز البيئة الكويتية ومنطقة الخليج العربي منذ عام 1976 وحتي الان  

## الخبرات العلمية
- دورة تدريبية - إدارة اعمال وسكرتارية من انجلترا.
- مزاولة اعمال السكرتارية في فرع مكتب مؤسسة البترول الوطنية في نيويورك.
- دورة في استخدامات الاكسسوارات في الازياء في مدينة كلكتا في الهند.
- دورة في توصيف انواع الاقمشة في مدينة كلكتا في الهند.

## مشاركتها في تصميم الأزياء

### تصميم ازياء الكبار
- تصميم ازياء مسرحية فرحة امة.
- تصميم ازياء مسرحية القضية.
- تصميم ازياء مسرحية الكاشي ماشي.
- تصميم ازياء مسرحية من اجل حفنة دنانير.
- تصميم ازياء مسرحية جنون البشر.
- تصميم ازياء مسرحية الحكومة ابخص.
- تصميم ازياء مسرحية انتجونا تنتظر - بغداد.
- تصميم ازياء عرض المسرح الفني ( عزيزة يا كويت).
- تصميم ازياء الفنانة مريم الغضبان في مسرحية باي باي لندن.
- تصميم ازياء الفنانة هيفاء عادل في مسرحية باي باي لندن.
- تصميم ازياء فرقة الشباب والرياضة.
- تصميم ازياء خاصة بكوادر ذوي الاحتياجات الخاصة المشاركين مع فرقة التلفزيون الكويتية.

### تصميم ازياء مسرحيات الاطفال
- مسرحية البساط السحري.
- مسرحية السندباد البحري.
- مسرحية أ.ب.ت.
- مسرحية عفريت.
- مسرحية قفص الدجاج.
- مسرحية سندريلا.
- مسرحية حلوة يا دنيا.
- مسرحية الخروف والبهلوان.
- مسرحية الدانة.
- مسرحية النوخذة الصغير.
- مسرحية سندس.
- مسرحية الانسان الالي.
- مسرحية الطنطل يضحك.
- مسلسل مصري للاطفال (بس بس هو).

### تصميم ازياء المسلسلات
- مسلسل شمس ونهار بدوي.
- مسلسل (عيال الفقر) كويتي قديم.
- مسلسل (او يا مال ).
- مسلسل أسد الجزيرة.
- مسلسل الصراع.
- مسلسل اخوان مريم.
- سهرة تلفزيونية - رائحة الجنة.
- مسلسل (الملافع).
- اوبريت (مذكرات بحار).

### تصميم ازياء افلام
- فيلم دانة.
- فيلم (باك تو كويت).
- فيلم (باك فروم 2038).
- الفلم الوثائقي (سيدنا بلال بن رباح).
- الفيلم الوثائقي (الكويت قديما).

### تصميم ازياء شهر رمضان
- تصميم ازياء مسابقات رمضان (خليج الخير) .
- مسابقات داوود في هوليود (MBC).
- مسابقات رمضان لتلفزيون مسقط في سلطنة عمان.
- برنامج البوشية.
- ورود حول العالم.

### عروض الازياء الخاصة بها
- عرض أزياء بمدينة داندي - إسكتلندا.
- عرض أزياء - مدينة فيينا.
- عرض أزياء - النمسا.
- عرض ززياء في تركيا.
- عرض أزياء ألمانيا.
- عرض أزياء - بالمغرب.
- عرض أزياء - سلطنة عمان.
- عرض أزياء - الصين.
- عرض أزياء - الأردن.
- عرض أزياء - ليبيا.
- عرض أزياء - طوكيو.